# 日本健康運動看護学会
日本健康運動看護学会（にほんけんこううんどうかんごがっかい、英: Japan Academy of Sports and Fitness Nursing）は、2009年（平成21年）に設立された日本の学会。事務局を宮崎県宮崎市清武町木原5200番地に置く。

## 目的
健康のための運動、あるいは運動を手段とした健康回復、に関する学理及びその応用についての研究発表、知識の交換、会員相互及び内外の関連学会との連携協力等を行うことにより、健康目的の運動について進歩普及を図り、もってわが国の健康運動看護学の発展に寄与することを目的とする。

## 実施事業
- 研究発表会、講演会等の開催
- 研究誌その他の刊行物の発行
- 健康運動看護師（通称：健康スポーツナース）の認定と教育
- 研究の奨励及び研究業績の表彰
- 関連学術団体との連絡及び協力ならびに交流の推進
- 一般市民向け健康運動の普及活動
- その他目的を達成するために必要な事業

## 健康スポーツナース（健康運動看護師）
運動療法を必要とする患者、健康づくり運動あるいは競技スポーツの実践者に対し、看護職として十分なサポートができるよう、健康スポーツナース（健康運動看護師）の養成を行っている。

### 養成プログラム（抜粋）
- 健康運動看護概論
- 健康づくりの運動
- 生体機能と運動
- 運動傷害と予防
- 栄養と運動
- 健康管理と危機管理